# Тамарченко, Анна Владимировна
Анна Владимировна Тамарченко (урождённая Эмме; 12 августа 1915, Петроград — 7 июля 2015 или 5 июля 2015, Италия) — советский и российский историк, литературовед, педагог. Доктор филологических наук, профессор (1972).

## Биография
Анна Эмме родилась 12 августа 1915 года в Петрограде (ныне Санкт-Петербург).
По семейным легендам, предок А. В. Эмме был привезён в Россию Петром I вместе с другими немецкими специалистами. Отец — Владимир Владимирович Эмме (1876—1920), художник, был помощником А. Я. Головина и А. Н. Бенуа по росписи декораций в Мариинском и Александринском театрах «для заработка».
В 1937 году окончила литературный факультет Ленинградского университета (ныне Санкт-Петербургский государственный университет), в 1940 году — его аспирантуру.
В 1938—1939 годах — старший преподаватель Удмуртского государственного педагогического института (ныне Удмуртский государственный университет), в 1942—1943 годах преподавала в Тарском педагогическом училище, в 1943—1944 годах — в Ленинградской военно-морской спецшколе, в 1944—1946 годах — старший преподаватель Киевского педагогического института (ныне Национальный педагогический университет имени М. П. Драгоманова).
В 1945 году награждена медалью «За доблестный труд в Великой Отечественной войне 1941—1945 гг.».
В 1946 году защитила в Киевском государственном университете имени Т. Г. Шевченко кандидатскую диссертацию на тему «Проблема реализма в творческом развитии А. И. Куприна».
С 1946 по 1948 год заведовала кафедрой литературы Черновицкого учительского института, одновременно являлась доцентом Черновицкого национального университета имени Юрия Федьковича. Здесь в 1949 году А. В. Тамарченко получила строгий выговор за «допущение политических ошибок космополитического характера в лекциях по курсу советской литературы».
С 1949 по 1956 год преподавала на кафедре русской литературы Уральского государственного университета. Получила от Свердловского городского комитета КПСС строгий выговор за «необоснованное обвинение декана историко-филологического факультета в антисемитизме». Конфликт с деканом, проводившим антисемитскую кадровую политику, вынудил А. В. Тамарченко покинуть университет.
С 1956 по 1978 год являлась старшим редактором Ленинградского отделения издательства «Советский писатель», доцентом Тартуского университета, Ленинградского государственного института театра, музыки и кинематографии (ныне Российский государственный институт сценических искусств).
Совмещала преподавательскую работу в университете с обязанностями члена, а затем главного редактора альманаха «Уральский современник» (1951—1956).
В 1978 году Анна Тамарченко эмигрировала в США, затем в Италию. Она преподавала в Русском учебном институте, созданным её мужем Григорием Евсеевичем Тамарченко (1913—2000) при Гарвардском университете.
Скончалась 7 июля 2015 года в Италии.

## Научная деятельность
Область научных интересов Анны Владимировны Тамарченко — история русской художественной прозы и драматургии XX века, эстетические взгляды Владимира Владимировича Маяковского, жизнь и творчество Ольги Дмитриевны Форш.
Автор более десяти научных работ, в том числе монографии, многочисленных научно-популярных статей о русской литературе XIX—XX веков, рецензий на спектакли Свердловского театра драмы. В 1957 году опубликовала статью «Об отношении литературы к правде», в которой раскрывала тему бюрократического перерождения СССР.
Читала базовые курсы лекций «Введение в литературоведение», «Теория литературы», спецкурс «Творческий путь В. В. Маяковского» для студентов отделений филологии, журналистики, логики и психологии Уральского государственного университета. Отмечено, что она проявляла «незаурядную эрудицию и самостоятельность суждений в избранной ей области знаний, что очень нравилось студентам». Ученик А. В. Тамарченко журналист Ф. И. Вибе писал ей:
Я помню чувство обостренного восхищения Вашим тончайшим искусством соединения образа и мысли... Этого я в своей жизни до Вас никогда не слыхивал, и такого счастья единения с великой русской литературой не ощущал. Спасибо Вам за это! Через годы – спасибо!
Анна Владимировна занималась организацей студенческих диспутов, руководила филологическим отделением студенческого научного общества. Являлась председателем художественного совета Уральского университета, членом художественного совета Свердловского драматического театра.
Доклады по истории советской литературы и эстетики, прочитанные А. В. Тамарченко в лектории университета, пользовались «успехом у студентов всех факультетов Уральского государственного университета и других вузов Свердловска (ныне Екатеринбург), а также у широких слоев населения».
За границей А. В. Тамарченко продолжала активно участвовать в преподавательской и научной деятельности. Она разработала курс по творчеству Михаила Михайловича Бахтина, написала предисловие к сборнику своих статей о Фёдоре Михайловиче Достоевском, опубликовала статью «Драматургическое новаторство М. Булгакова», выступила с докладами на симпозиуме по роману Ивана Сергеевича Тургенева «Отцы и дети» (Вермонт, США), с докладами о творчестве В. Иванова[уточнить], Марины Ивановны Цветаевой, Александра Александровича Блока (Италия), о научной деятельности Георгия Михайловича Фридлендера (Россия).
Член Ленинградского отделения Союза писателей СССР.

## Сочинения
- А. Н. Тамарченко. Об отношении литературы к правде // Звезда. 1957. № 3.
- А. Н. Тамарченко. Действие происходит в наши дни. Л. ; М., 1961.
- А. Н. Тамарченко. Ольга Форш : Жизнь, личность, творчество. 2-е изд. Л., 1974.
- А. Н. Тамарченко. Драматургическое новаторство Михаила Булгакова // Рус. лит. 1990. № 1.